# تابع توما

نمودار تابع توما در بازهٔ (۰,۱)

تابع توما تابعی است که در سال ۱۸۷۵ میلادی توسط ریاضیدان آلمانی، کارل یوهانس توما معرفی شد. تابع توما در تمام نقاط گنگ دامنه‌اش پیوسته و در تمام نقاط گویای دامنه‌اش ناپیوسته است.

## تعریف
فرض می‌کنیم {\displaystyle A:=\left\{x\in \mathbb {R} :x>0\right\}} در اینصورت تابع توما چنین تعریف می‌شود:
{\displaystyle f(x):={\begin{cases}0,&x\notin \mathbb {Q} \\{\frac {1}{n}},&(x={\frac {m}{n}},(m,n)=1,m,n\in \mathbb {N} )\end{cases}}}
یعنی برای هر عدد گنگ x>۰ تعریف می‌کنیم f(x):=۰ و برای یک عدد گویا در A به صورت m/n، که در آن اعداد طبیعی m و n بجز ۱ عامل مشترکی ندارند، تعریف می‌کنیم f(m/n) := ۱/n.‏

## بحث در پیوستگی تابع توما
با توجه به تعریف بالا ادعا می‌کنیم که f در هر عدد گنگ در A پیوسته و در هر عدد گویا در A ناپیوسته است.
اگر a>۰ گویا باشد، فرض می‌کنیم (xn) دنباله‌ای از اعداد گنگ در A باشد که به a همگراست. در اینصورت lim(f(xn)) = ۰، در حالی که f(a)> ۰. بنابراین f در a ناپیوسته است.
حال فرض می‌کنیم x۰ عدد گنگ دلخواهی باشد. حدس می‌زنیم که {\displaystyle \lim \limits _{x\to x_{0}}f(x)=0} برای تحقیق در درستی این حدس باید نشان دهیم که:
{\displaystyle \forall \varepsilon \;\exists \delta \;\forall x\;(0<|x-x_{0}|<\delta \Rightarrow |f(x)|<\varepsilon )}
اگر x∉ ℚ، گزارهٔ بالا درست است. در غیر اینصورت عدد N را طوری انتخاب می‌کنیم که ۱/N <ε. فرض کنید
{\displaystyle \delta =Min\left\{\left|{\frac {m}{n}}-x_{0}\right|:\;1\leq m\leq N\right\}}
واضح است که 0 <δ، حال اگر |x - x۰| <δ آنگاه مخرج عدد گویای x بزرگتر از N است و
|f(x)| = ۱/n <۱/N <ε
پس حدسمان ثابت شد. یعنی ثابت کردیم که تابع f در عدد گنگ دلخواه x۰ پیوسته است.

## یادداشت
1. ↑  این شرط برای خوش‌تعریفی تابع است.
2. ↑  |f(x) - f(x۰)| = |۰ - ۰| = ۰ <ε